# Гончаров, Валерий Васильевич
Вале́рий Васи́льевич Гончаро́в (род. 21 января 1956, Ростов-на-Дону) — советский футболист, мастер спорта СССР международного класса. Большую часть карьеры провёл в ростовском СКА.

## Биография
В 1973 году Гончаров присоединился к основному составу СКА, а дебютировал в официальных матчах в 1975 году в высшей лиге. Однако закрепиться в элите СКА по итогам сезона 1975 года не смог и на три года вылетел в Первую лигу.
В 1975—1976 годах Гончаров играл за молодёжную сборную СССР. В группе у Советского Союза был лишь один соперник — Турция. После поражения на выезде со счётом 2:1 команда отыгралась дома 3:0, благодаря чему вышла с группы. В четвертьфинале соперником была Франция, после аналогичных побед со счётом 2:1 была серия пенальти, которую выиграл СССР со счётом 4:2. После победы над Нидерландами в полуфинале команда Гончарова вышла в финал, где с общим счётом 3:2 обыграла Венгрию. За успешное выступление на турнире Гончаров получил звание мастера спорта СССР международного класса.
В 1979 году СКА поднялся в высший дивизион, где держался на протяжении трёх лет. В 1981 году СКА вышел в финал кубка СССР, где предстояло сыграть с московским «Спартаком». Инициативу в игре захватили москвичи, но СКА слаженно играл в обороне. На 35-й минуте Сергей Яшин сбил в штрафной площади Юрия Гаврилова, судья назначил пенальти. Однако штатный пенальтист «Спартака», Александр Мирзоян попал в штангу. За шесть минут до финального свистка после комбинации и рикошета от защитника «Спартака» забил Сергей Андреев, в итоге обладателем трофея стал СКА.
Как победитель кубка СССР СКА получил право на выступление в Кубке обладателей кубков УЕФА. В первом раунде СКА уверенно прошёл турецкий «Анкарагюджю» — 3:0 и 2:0. Вторым соперником донских «армейцев» стал представитель ФРГ, «Айнтрахт Франкфурт». Дома СКА победил с минимальным счётом, но в ответном матче проиграл со счётом 0:2 и закончил свой первый и единственный еврокубковый сезон.
Несмотря на победу в кубке, в том же сезоне СКА был понижен в классе. Через два года клуб вернулся в элиту, но Гончаров имел уже на порядок меньше игровой практики. В 1986 году он перешёл в «Ростсельмаш», где после ещё двух сезонов в Первой лиге завершил карьеру.